# Блок 8а
 Блок 8a је насеље и један од стамбених блокова који се налази на Новом Београду.
Насеље је оивичено улицама Џона Кенедија, Луја Адамича, Јернеја Копитара и Булеваром Михајла Пупина. Блок 8а припада стамбеном делу Павиљони.